# Hydractinia americana
Hydractinia americana is een hydroïdpoliep uit de familie Hydractiniidae. De poliep komt uit het geslacht Hydractinia. Hydractinia americana werd in 1972 voor het eerst wetenschappelijk beschreven door Edwards. 